# بخش ویلارینو
بخش ویلارینو (به اسپانیایی: Partido de Villarino) یک منطقهٔ مسکونی در آرژانتین است که در استان بوئنوس آیرس واقع شده‌است. بخش ویلارینو ۱۱٬۴۰۰ کیلومتر مربع مساحت و ۲۶٬۵۱۷ نفر جمعیت دارد.